# 永河镇 (绵阳市)
永河镇，是中华人民共和国四川省绵阳市安州区曾经下辖的一个镇。2019年12月，撤销永河镇，将其所属行政区域划归河清镇管辖。

## 行政区划
永河镇撤销前下辖以下地区：
截至2019年末，永河镇户籍人口为18723人。截至2019年10月，永河镇辖1个社区、12个行政村，乡人民政府驻永河镇回龙街14号。
中兴社区、皇塔村、金花村、梓潼村、和平村、安罗村、永兴村、插山村、同心村、金星村、五泉村、海泉村和观庄村。